# تشارلز إل. بارني
تشارلز إل. بارني (بالإنجليزية: Charles L. Barney)‏ هو لاعب كرة قدم أمريكية أمريكي، ولد في 16 أكتوبر 1874 في ميشيغان في الولايات المتحدة، وتوفي في 1913 في دي موين في الولايات المتحدة.